# Marks voetbalkampioenschap 1910/11 (Brandenburg)
In 1910/11 werd het tiende en laatste Marks voetbalkampioenschap gespeeld, dat georganiseerd werd door de Markse voetbalbond. 
FC Tasmania Rixdorf werd kampioen. De club speelde nog een wedstrijd tegen de kampioen van de atletiekbon (Berliner Sport-Club) en won deze waardoor ze zich kwalificeerden voor de nationale eindronde. De club verloor in de voorronde met 4:0 van Karlsruher FV.
Na dit seizoen fuseerde de Markse voetbalbond met de Berlijnse voetbalbond en de Berlijnse atletiekbond tot de Brandenburgse voetbalbond waardoor er één grote competitie kwam. Enkel de top drie kwalificeerde zich rechtstreeks voor de eerste klasse. Viktoria Spandau en Germania Spandau speelden nog een kwalificatie voor de competitie en Viktoria slaagde erin zich te kwalificeren. 

## Eindstand
| Plaats | Club                            | Wed. | W | G | V  | Saldo | Ptn   |
| ------ | ------------------------------- | ---- | - | - | -- | ----- | ----- |
| 1.     | FC Tasmania Rixdorf             | 12   | 9 | 2 | 1  | 65:21 | 20:4  |
| 2.     | BSV Norden-Nordwest             | 12   | 9 | 2 | 1  | 45:11 | 20:4  |
| 3.     | Berliner FC Vorwärts 1890       | 12   | 9 | 1 | 2  | 53:21 | 19:5  |
| 4.     | FC Viktoria Spandau             | 12   | 5 | 1 | 6  | 26:28 | 11:13 |
| 5.     | BSC Eintracht 01 Weißensee      | 12   | 3 | 1 | 8  | 20:52 | 7:17  |
| 6.     | Spandauer SC Germania 1904      | 12   | 2 | 0 | 10 | 26:50 | 4:20  |
| 7.     | Friedrichsberger SC Brandenburg | 12   | 1 | 1 | 10 | 19:71 | 3:21  |

|  | Play-off   |
|  | Degradatie |

Play-of
| Team 1          | Uitslag | Team 2               |
| --------------- | ------- | -------------------- |
| Tamania Rixdorf | 4:1     | BSV Norden-Nordewest |